# Ø̀
Cette page contient des caractères spéciaux ou non latins. S’ils s’affichent mal (▯, ?, etc.), consultez la page d’aide Unicode.
Ø̀ (minuscule : ø̀), appelé O barré obliquement accent grave, est une lettre utilisé dans l’écriture du kunzi, du mfumte ou du rawang. Elle est formée de la lettre O barré obliquement diacritée d’un accent grave.

## Représentations informatiques
Le O barré obliquement accent grave peut être représente avec les caractères Unicode suivants :
- décomposé (latin de base, diacritiques)[1],[2] :

| formes    | représentations | chaînes de caractères | points de code | descriptions                                                         |
| --------- | --------------- | --------------------- | -------------- | -------------------------------------------------------------------- |
| capitale  | Ø̀               | Ø◌̀                    | U+00D8 U+0300  | lettre majuscule latine o barré obliquement diacritique accent grave |
| minuscule | ø̀               | ø◌̀                    | U+00F8 U+0300  | lettre minuscule latine o barré obliquement diacritique accent grave |